# Atlético Petróleos do Namibe
L'Atlético Petróleos do Namibe est un club de football angolais basé à Namibe. Le club est également connu sous le nom de son sponsor principal :  Sonangol (Sociedade Nacional de Combustiveis de Angola). C'est le nom d'une compagnie pétrolière angolaise.